# Ifinger
Ifinger (wł. Punta Ivigna) – szczyt w Sarntaler Alpen, paśmie Alp Wschodnich. Leży w północnych Włoszech w regionie Trydent-Górna Adyga, w Południowym Tyrolu.